# Cheremule
Cheremule – miejscowość i gmina we Włoszech, w regionie Sardynia, w prowincji Sassari. Graniczy z Borutta, Cossoine, Giave, Thiesi i Torralba.
Według danych na rok 2004 gminę zamieszkiwało 526 osób, 21,9 os./km².